# Nicky Low
Nicky Low (6 januari 1992) is een Schotse voetballer (middenvelder) die sinds 2010 voor de Schotse eersteklasser Aberdeen FC uitkomt. In het seizoen 2011-2012 wordt Low tot aan januari uitgeleend aan de Schotse derdeklasser Forfar Athletic FC.
Low maakte zijn debuut voor Aberdeen op 27 januari 2010 in een wedstrijd tegen Heart of Midlothian.
1 Lewis ·
2 Logan ·
3 Shinnie  ·
4 Considine ·
5 McKenna ·
6 Reynolds ·
7 Forrester ·
8 Gleeson ·
9 Wilson ·
10 McGinn ·
11 Mackay-Steven ·
14 Tansey ·
15 Wright ·
16 Cosgrove ·
17 May ·
18 Devlin ·
19 Ferguson ·
20 Černý ·
21 Ball ·
23 Ross ·
24 Campbell ·
25 Anderson ·
27 McLennan ·
28 Hoban ·
29 Lowe ·
Coach: McInnes